# Yoshinogawa
Yoshinogawa (吉野川市, Yoshinogawa-shi) és una ciutat de la prefectura de Tokushima, al Japó.
El març de 2016 tenia una població estimada de 42.813 habitants i una densitat de població de 296 habitants per km². Té una àrea total de 144,19 km².

## Geografia
Yoshinogawa es troba al centre-nord de la prefectura de Tokushima. El riu Yoshino fa de frontera pel nord amb la ciutat d'Awa. "Yoshinogawa" significa "riu de Yoshino".

## Història
L'actual ciutat de Yoshinogawa fou establerta l'1 d'octubre de 2004 com a resultat de la fusió dels pobles de Kamojima, Kawashima i Yamakawa, i la vila de Misato; tots del districte de Tokushima, el qual fou dissolt com a conseqüència.